# Anker Spang Larsen
Pour les articles homonymes, voir Larsen.
Anker Spang Larsen, né le 8 avril 1917 à Copenhague et décédé le 11 aout 2003 à Paris, est un photographe danois.
Il a joué dans La Rivière du hibou.